# Ewa Pisula
Ewa Agnieszka Pisula (ur. 14 grudnia 1964) − polska psycholog, profesor nauk humanistycznych, pracownik naukowy Wydziału Psychologii Uniwersytetu Warszawskiego, Kierownik Zakładu Psychologii Rehabilitacyjnej. Zajmuje się zaburzeniami rozwojowymi u dzieci, szczególnie autystycznym spektrum zaburzeń, psychologiczną sytuacją rodziców i rodzeństwa dzieci z zaburzeniami rozwoju oraz stresem i radzeniem sobie ze stresem u dzieci i młodzieży.

## Kariera naukowa
Studia wyższe ukończyła w 1988 roku na Wydziale Psychologii Uniwersytetu Warszawskiego. W roku 1992, na Akademii Pedagogiki Specjalnej, uzyskała stopień doktora nauk humanistycznych w zakresie pedagogiki ze specjalnością psychologia rehabilitacyjna. Promotorem pracy doktorskiej był Tadeusz Gałkowski. W 1999 roku uzyskała stopień doktora habilitowanego za rozprawę pt. Psychologiczne problemy rodziców dzieci z zaburzeniami rozwoju. Tytuł naukowy profesora nauk humanistycznych uzyskała w 2006 roku.
Otrzymała Stypendium Fundacji na rzecz Nauki Polskiej. 

## Wybrane publikacje
- Pisula, E. (2003). Autyzm i przywiązanie. Studia nad interakcjami dzieci z autyzmem i ich matek. Gdańsk: Gdańskie Wydawnictwo Psychologiczne.
- Pisula, E. (2005). Małe dziecko z autyzmem. Diagnoza i terapia. Gdańsk: Gdańskie Wydawnictwo Psychologiczne.
- Gałkowski, T. i Pisula, E. (red.) (2006). Psychologia rehabilitacyjna. Wybrane zagadnienia. Warszawa: Wydawnictwo Instytutu Psychologii PAN.
- Pisula E. (2007). Rodzice i rodzeństwo dzieci z zaburzeniami rozwoju. Warszawa: Wydawnictwo UW.
- Pisula, E. (2010). The autistic mind in the light of neuropsychological studies. Acta Neurobiologiae Experimentalis, 70, 119-130.
- Kawa, R., Pisula, E. (2010). Locomotor activity, object exploration and space preference in children with autism and Down syndrome. Acta Neurobiologiae Experimentalis, 70, 131-140.
- Pisula, E. (2010). Autyzm. Przyczyny, symptomy, terapia. Gdańsk: Wydawnictwo Harmonia.[3]

## Współpraca międzynarodowa
Współpracuje w ramach programu COST "Enhancing the scientific study of early autism".